# Монкорней-Гразан
Монкорне́й-Граза́н (фр. Moncorneil-Grazan) — коммуна во Франции, находится в регионе Юг — Пиренеи. Департамент — Жер. Входит в состав кантона Сарамон. Округ коммуны — Ош.
Код INSEE коммуны — 32266.

## География
Коммуна расположена приблизительно в 620 км к югу от Парижа, в 70 км западнее Тулузы, в 23 км к югу от Оша.
По территории коммуны протекает река Арратс.

## Климат
Климат умеренно-океанический. Лето жаркое и немного дождливое, температура часто превышает 35 °С. Зимой часто бывает отрицательная температура и ночные заморозки. Годовое количество осадков — 700—900 мм.

## Население
Население коммуны на 2010 год составляло 147 человек.
| 1962 | 1968 | 1975 | 1982 | 1990 | 1999 | 2010 |
| ---- | ---- | ---- | ---- | ---- | ---- | ---- |
| 143  | 129  | 101  | 109  | 97   | 104  | 147  |

## Администрация
| Период | Период | Фамилия        | Партия | Примечания |
| ------ | ------ | -------------- | ------ | ---------- |
| 1995   | 2001   | Бернар Шаруссе |        |            |
| 2001   | 2008   | Рене Раготто   |        |            |
| 2008   | 2014   | Мишель Бутийон |        |            |
| 2014   | 2020   | Рене Раготто   |        |            |

## Экономика
В 2010 году среди 95 человек трудоспособного возраста (15-64 лет) 55 были экономически активными, 40 — неактивными (показатель активности — 57,9 %, в 1999 году было 65,2 %). Из 55 активных жителей работали 54 человека (27 мужчин и 27 женщин), безработным был 1 мужчина. Среди 40 неактивных 7 человек были учениками или студентами, 21 — пенсионерами, 12 были неактивными по другим причинам.